# Unió Internacional de Biketrial
La Unió Internacional de BikeTrial (en anglès i oficialment, BikeTrial International Union, BIU) és l'organisme esportiu que governa el biketrial a nivell mundial. Va ser fundada l'any 1992 a partir de l'acord de 13 organitzacions nacionals de biketrial i té la seu al Japó.

## Història
La BIU nasqué a la final de la Copa del Món de Trialsín Indoor a Praga, a finals de 1991, fruit d'una reunió entre els diferents delegats nacionals de trialsín de l'UCI. Després de triar el nom de BikeTrial, el txec Josef Dressler (pare del pilot del mateix nom) es va oferir a formalitzar la legalització de la nova federació internacional als ministeris de la República Txeca, amb les sigles BIU (BikeTrial International Union), cosa que es feu a començaments de 1992. Tot seguit es va formar la Junta Directiva de la nova entitat i es varen confeccionar i aprovar els nous reglaments tècnics, els quals incloïen la limitació de 2 minuts de temps per a completar les zones, una innovació aleshores inaudita que ha reeixit fins al punt que actualment s'aplica també al trial motociclista.
El 1995, havent renunciat a presentar-se a les segones eleccions de la BIU, Dressler fou succeït en el càrrec pel vicepresident vigent, el japonès Hiroshi Hirano, qui ha ostentat la presidència de l'entitat des d'aleshores fins a l'actualitat.

## Activitat
La BIU planifica els Campionats del Món des de l'any 1992, coordina els diferents campionats nacionals, controla les llicències anuals, evoluciona els reglaments tècnics (consensuant-ho amb les delegacions internacionals) i tramet informació setmanal de tot allò relacionat amb el biketrial mundial, amb el nom de "BIU News".
Tota aquesta coordinació i informació la realitza el mateix Hiroshi Hirano, en contacte amb els delegats estatals. Aquests darrers es responsabilitzen de la coordinació de l'esport a la seva demarcació: expedició i control de llicències, organització dels respectius campionats nacionals i tota la relació amb la BIU.

### Competicions
Les principals competicions que organitza i coordina la BIU són les següents:
- Campionat del Món de biketrial
- Campionat d'Àsia/Pacífic de biketrial
- Campionat d'Europa de biketrial

A banda, la BIU també sanciona els Rècords del Món de Biketrial, programats a diverses proves d'habilitat amb la bicicleta.

## Composició

### Presidents
| Ordre | Nom            | País    | Presidència |
| ----- | -------------- | ------- | ----------- |
| 1.    | Josef Dressler | Txèquia | 1992-1995   |
| 2.    | Hiroshi Hirano | Japó    | 1995-       |

### Junta Directiva
La primera Junta Directiva de la BIU, un cop acabada de formalitzar el 1992, fou aquesta:
| Càrrec                 | Ocupant          | Estat   |
| ---------------------- | ---------------- | ------- |
| 1r President           | Josef Dressler   | Txèquia |
| 2n President           | Hiroshi Hirano   | Japó    |
| Director Esportiu      | Pere Pi          | Espanya |
| 1r Secretari           | Enric Rubio      | Espanya |
| 1r Tresorer            | Jose Klinkenberg | Bèlgica |
| 1r President de la EBU | Libor Musil      | Txèquia |

#### Delegats estatals
La primera llista de delegats estatals a la Junta Directiva, decidida el 1992, fou aquesta:
| Estat        | Càrrec     | Ocupant             |
| ------------ | ---------- | ------------------- |
| França       | 1r Delegat | Gérard Cazaud       |
| França       | 2n Delegat | Jean-Luc Chevalier  |
| Alemanya     | 1r Delegat | Frank Krumbiegel    |
| Alemanya     | 2n Delegat | Franz Hofmeister    |
| Andorra      | 1r Delegat | Xavier Casas        |
| Itàlia       | 1r Delegat | Pierluigi Peterlini |
| Regne Unit   | 1r Delegat | Brian Mattews       |
| Bèlgica      | 1r Delegat | Léon Crosset        |
| Bèlgica      | 2n Delegat | Jose Klinkenberg    |
| Brasil       | 1r Delegat | Eduardo Tadeu       |
| Polònia      | 1r Delegat | Andrzej Kramarczyk  |
| Eslovàquia   | 1r Delegat | Anna Sidlikova      |
| Colòmbia     | 1r Delegat | Javier Zapata       |
| Espanya      | 1r Delegat | Enric Rubio         |
| Austràlia    | 1r Delegat | Andy Dervent        |
| Àustria      | 1r Delegat | Andreas Glanz       |
| Canadà       | 1r Delegat | Carlos Valova       |
| Dinamarca    | 1r Delegat | Kenny Poulsen       |
| Noruega      | 1r Delegat | Maarten Mager       |
| Portugal     | 1r Delegat | Javier Bueso        |
| Rússia       | 1r Delegat | Olga Beloborodova   |
| Suècia       | 1r Delegat | Claes Palm          |
| Taiwan       | 1r Delegat | Kevin Chen          |
| Estats Units | 1r Delegat | Hansjörg Rey        |

## Federacions membres
Federacions membres de la BIU:
| País            | Federació                               |
| --------------- | --------------------------------------- |
| Alemanya        | Biketrial International Union Germany   |
| Andorra         | Biketrial Andorra                       |
| Argentina       | Biketrial Argentina                     |
| Austràlia       | Biketrial Australia                     |
| Bèlgica         | Belgian Biketrial Association           |
| Bolívia         | Biketrial Bolivia                       |
| Brasil          | Biketrial Brazil                        |
| Canadà          | Biketrial Canada Union                  |
| Catalunya       | Biketrial Associació Catalana           |
| Colòmbia        | Biketrial Colombia                      |
| Corea del Sud   | Biketrial Korea                         |
| Dinamarca       | Biketrial Club DK                       |
| Eslovàquia      | Biketrial Slovak Republic               |
| Espanya         | Biketrial Unió Espanyola                |
| Estats Units    | Biketrial Union USA                     |
| Finlàndia       | Biketrial Finland                       |
| França          | Biketrial France                        |
| Hongria         | Biketrial Hungary                       |
| Itàlia          | Biketrial Italia                        |
| Japó            | Biketrial Japan Union                   |
| Letònia         | LaMSF                                   |
| Líban           | Biketrial Lebanon                       |
| Malàisia        | Biketrial Malaysia                      |
| Nova Zelanda    | Biketrial New Zealand                   |
| Polònia         | Biketrial Poland                        |
| Portugal        | Biketrial Portugal                      |
| Regne Unit      | Biketrial UK                            |
| Txèquia         | Biketrial Czech Republic                |
| Singapur        | Biketrial Singapore Union               |
| Sud-àfrica      | South African Biketrial Union Committee |
| Suècia          | Biketrial Sweden                        |
| Suïssa          | Biketrial Switzerland                   |
| Ucraïna         | Biketrial Ukraine                       |
| R.P. de la Xina | Biketrial China                         |
| Xina Taipei     | Biketrial Taiwan Union                  |

### Confederacions continentals
Les federacions nacionals formen part de confederacions continentals:
- Biketrial Asia Union – BAU
- European Biketrial Union – EBU